# Les Maîtres du ballet russe
Pour plus de détails, voir Fiche technique et Distribution.
Les Maîtres du ballet russe (en russe : Мастера русского балета, Mastera russkogo baleta) est un film soviétique, tourné aux studios Lenfilm à Léningrad en 1953 par Herbert Rappaport, présentant des extraits de trois grands ballets du répertoire.

## Les ballets
- Le Lac des cygnes de Tchaïkovski d'après la chorégraphie de Lev Ivanov et de Petipa revisitée par Constantin Sergueïev, où il danse le prince aux côtés de Galina Oulanova (Odette), de Natalia Doudinskaïa (Odile) et de Vladimir Bakanov (le méchant magicien)
- La Fontaine de Bakhtchisaraï (d'après le poème de Pouchkine) sur une musique de Boris Assafiev, un livret de Nikolaï Volkov et une chorégraphie de Rostislav Zakharov. On y voit dans les rôles principaux Galina Oulanova, Maïa Plissetskaïa, Piotr Goussev, Youri Jdanov, Igor Bielsky
- Flammes de Paris, d'après le livret de Nikolaï Volkov et la chorégraphie de Vassili Vainonen, sur une musique de Boris Assafiev. On y voit Vakhtang Tchaboukiani, Mouza Gotlieb, Viktor Tchapline, Jadwiga Sangowicz, Viktor Smoltsov.

La première du film eut lieu le 16 avril 1954.
Ce film dure 80 minutes et se trouve désormais dans le domaine public en Russie.

## Distinctions
Le film a été présenté en sélection officielle en compétition au Festival de Cannes 1954.